# Kalînivske, Pokrovske
Kalînivske (în ucraineană Калинівське) este un sat în comuna Berezove din raionul Pokrovske, regiunea Dnipropetrovsk, Ucraina.

## Demografie
Componența lingvistică a localității Kalînivske
     Ucraineană (97,3%)
     Rusă (2,7%)
Conform recensământului din 2001, majoritatea populației localității Kalînivske era vorbitoare de ucraineană (97,3%), existând în minoritate și vorbitori de rusă (2,7%).